# Skotarśke (stacja kolejowa)
Skotarśke (ukr. Скотарське, ros. Скатарске, węg. Kisszolyva, słow. Szkotárszka) – stacja kolejowa w miejscowości Skotarśke, w rejonie wołowieckim, w obwodzie zakarpackim, na Ukrainie. Leży na linii Lwów – Stryj – Batiowo – Czop.
Przed II wojną światową istniał w tym miejscu przystanek kolejowy. Był to wówczas ostatni punkt zatrzymywania się pociągów przed granicą z Polską.